# La Bazoque (Calvados)
La Bazoque ist eine französische Gemeinde im Département Calvados in der Region Normandie (vor 2016 Basse-Normandie) mit 195 Einwohnern (Stand 1. Januar 2022). Sie gehört zum Arrondissement Bayeux und zum Kanton Trévières. 

## Geografie
La Bazoque liegt etwa 27 Kilometer südwestlich von Bayeux am Fluss Drôme. Umgeben wird La Bazoque von den Nachbargemeinden Montfiquet im Nordwesten und Norden, Balleroy-sur-Drôme im Nordosten, Planquery im Osten, Cormolain im Südosten und Süden, Saint-Germain-d’Elle im Südwesten, Bérigny im Südwesten und Westen sowie Litteau im Westen.

## Bevölkerungsentwicklung
| 1962                       | 1968 | 1975 | 1982 | 1990 | 1999 | 2006 | 2019 |
| -------------------------- | ---- | ---- | ---- | ---- | ---- | ---- | ---- |
| 224                        | 193  | 158  | 157  | 143  | 153  | 177  | 181  |
| Quellen: Cassini und INSEE |      |      |      |      |      |      |      |

## Sehenswürdigkeiten

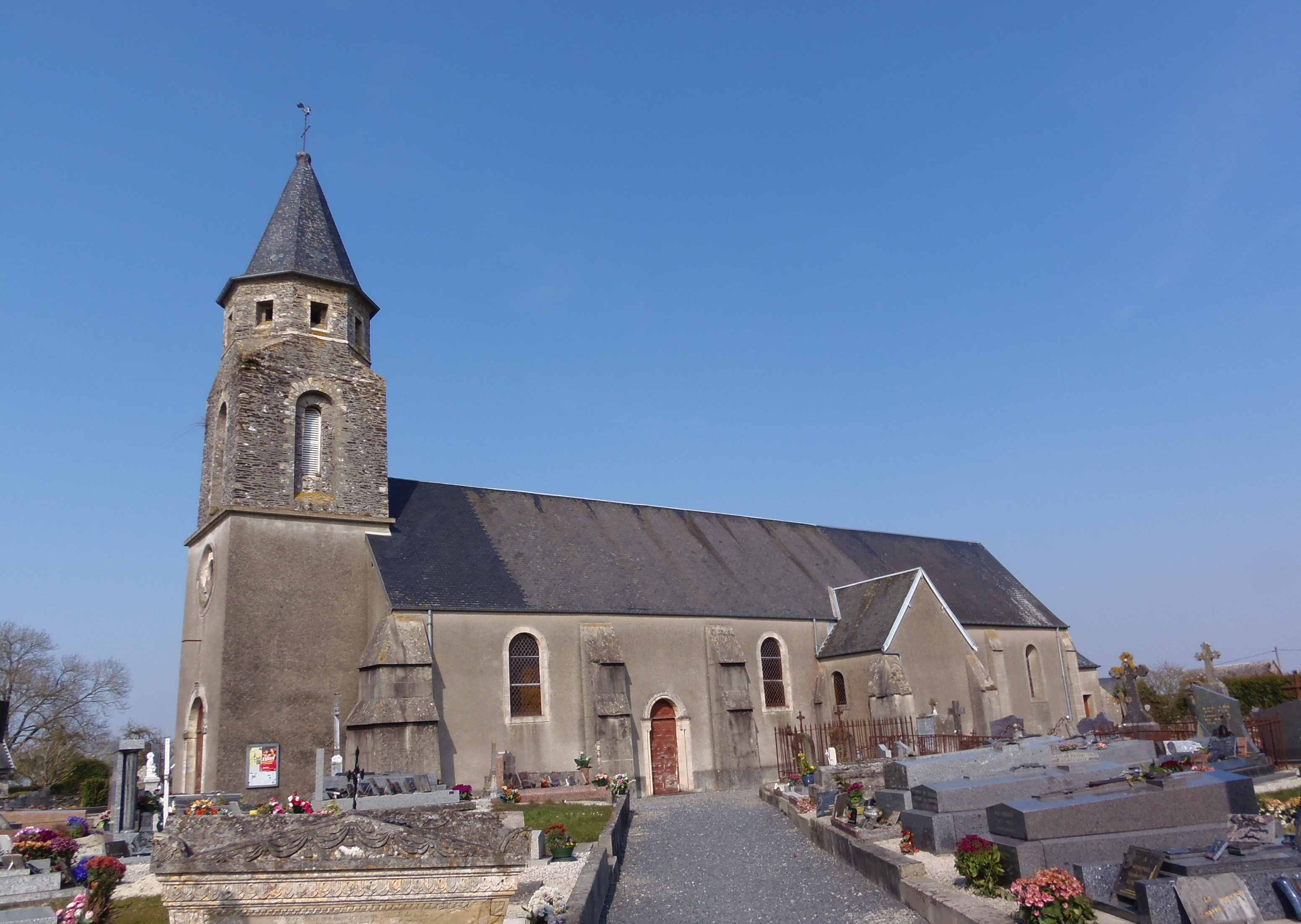
Kirche Saint-Martin
- Mühle Les Essarts
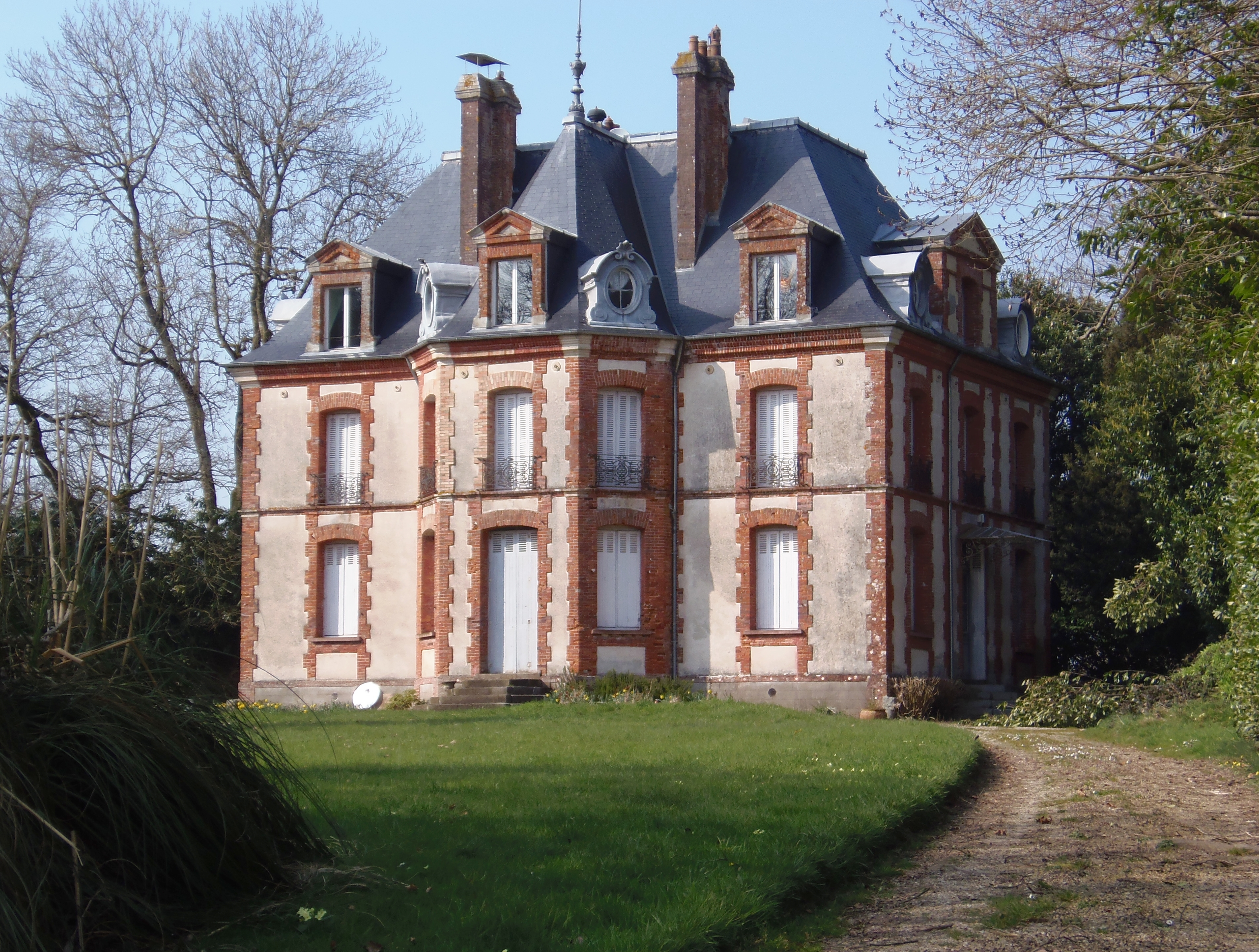
Schloss Carrière

- Kirche Saint-Martin
- Schloss Carrière